# Transmisor Rigi

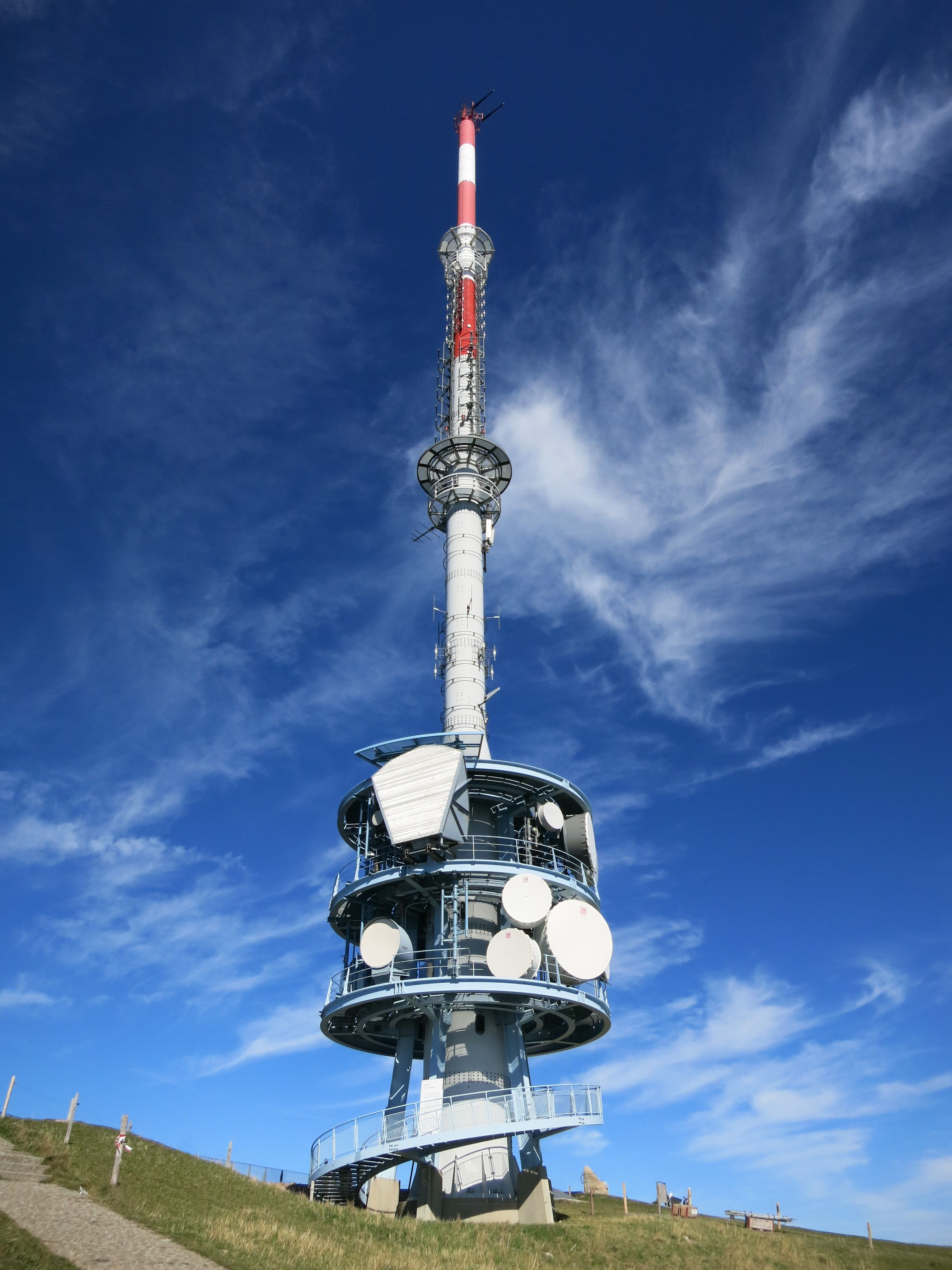

El transmisor Rigi es un transmisor de Swisscom en el Rigi, una montaña de 1798 metros de altura en Suiza central. Una torre de hormigón armado independiente de 96 metros de altura, que se construyó entre 1995 y 1997 y tiene una plataforma para visitantes de acceso público a una altura de 6 metros, sirve como soporte de la antena. Esta torre de transmisión reemplazó una torre de transmisión más antigua de 50 metros de altura con una antena de ranura tubular (llamada "Rigi-Nadel") de 1964. 
Los programas de radio que se emiten desde aquí se pueden recibir no solo en Suiza central, sino también en el norte hasta Alemania.